# 363 Padua
För andra betydelser, se Padua (olika betydelser).
363 Padua eller A893 FD är en asteroid i huvudbältet, som upptäcktes 17 mars 1893 av den franske astronomen Auguste Charlois. Den har fått sitt namn efter den italienska staden Padua.
Asteroiden har en diameter på ungefär 97 kilometer och den tillhör och har givit namn åt asteroidgruppen Padua.